# 전기가오리목
전기가오리목(Torpediniformes)은 가오리류에 속하는 연골어류 목의 하나이다.

## 하위 분류
전기가오리목은 2과 13속 68종의 전기가오리를 포함하고 있다.
- 나르키네과 (Narcinidae)
  - Benthobatis
  - Diplobatis
  - Discopyge
  - Narcine
- 전기가오리과 (Narkidae)
  - Crassinarke
  - Electrolux
  - Heteronarce
  - 전기가오리속 (Narke) - 전기가오리
  - Temera
  - Typhlonarke
- 토르페도과 (Torpedinidae)
  - 히프노스아과 (Hypninae)
    - 관짝가오리속 또는 히프노스속 (Hypnos) - 관짝가오리

  - 토르페도아과 (Tropedininae)
    - Tetronarce
    - Torpedo